# 阿蘭尼語

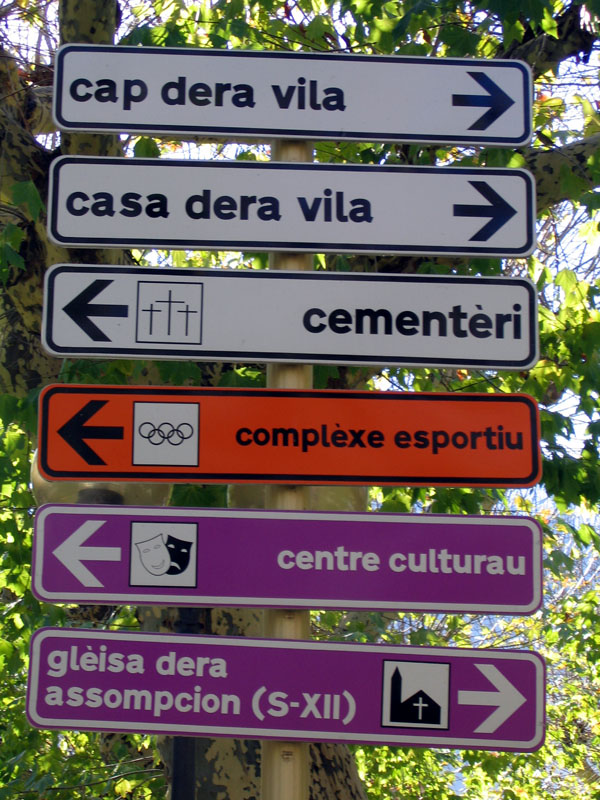
博索斯特鎮的阿蘭尼語標示牌

阿蘭尼語是奧克語加斯科涅方言在比利牛斯山地區的標準化變體，通行於加泰隆尼亞西北部阿蘭谷，該地區靠近法國與西班牙的邊界。2010年起，阿蘭尼語與加泰隆尼亞語、西班牙語共同成為加泰隆尼亞的官方語言。
阿蘭谷城鎮的官方名稱均使用奧克語，例如市鎮"别利亚-梅迪奥阿兰"在地圖和道路標誌上標示為其奧克語名稱"Vielha"，而非加泰隆尼亞語或西班牙語的"Viella"。

## 官方地位
阿蘭谷是奧克語區中唯一獲得官方認可與制度性保護的地區。根據加泰隆尼亞議會通過的35/2010號法律，奧克語不僅在阿蘭谷，在整個加泰隆尼亞都被視為官方語言，並在使用地區（阿蘭谷）享有優先地位。
1979年《加泰隆尼亞自治法》第3.4條規定：「阿蘭尼語應受到教育方面的特別尊重與保護。」隨後，1983年《語言正規化法》宣布阿蘭尼語為阿蘭谷的語言，確立了阿蘭尼語使用者的語言權利，並要求公共服務保障其使用與教學。自1984年起，阿蘭尼語已在義務教育各階段開設課程，並成為阿蘭谷的教學媒介語言。
1990年，阿蘭谷獲得了一定程度的自治權。關於阿蘭谷特殊體制的16/1990號法律賦予該地區行政自治權。這項法律確認了阿蘭尼語的官方地位，進一步保障其使用與教學，並要求全面推動阿蘭尼語在阿蘭谷的正規化。
1998年《語言政策法》包含了關於地名、人名學和媒體的具體規定。雖然加泰隆尼亞各地區的官方名稱使用加泰隆尼亞語，但阿蘭谷地區的官方名稱使用奧克語。因此，城鎮標識和街道名稱均以該語言書寫。2001年5月，阿蘭總委員會頒布了關於奧克語不同水平認證體系的官方規定。
2006年，加泰隆尼亞頒布了新的《自治法》。關於阿蘭尼語，該基本法第6.5條規定：「奧克語，在阿蘭谷稱為阿蘭尼語，是該地區的語言，並根據本法規和語言正規化法律的規定，在加泰隆尼亞具有官方地位。」2010年，隨後通過了35/2010號法律，其中包含關於奧克語在加泰隆尼亞的具體規定，反映了新的憲法框架。
2011年，西班牙政府（特別是人民黨和公民黨）反對2010年法律給予阿蘭尼語的優先地位，對第2.3條、第5.4條、第5.7條和第6.5條的合憲性提出質疑。2018年，憲法法院裁定，雖然第2.3條被認定符合憲法，但其他相關條款中規定的「優先」地位違憲。